# Kamionat
Pour plus de détails, voir Fiche technique et Distribution.
Kamionat (Камионът) est un film bulgare réalisé par Christo Christov, sorti en 1980.

## Synopsis
Un ouvrier est tué sur un chantier. Ses collègues doivent ramener le corps dans son village natal.

## Fiche technique
- Titre : Kamionat
- Titre original : Камионът
- Réalisation : Christo Christov
- Scénario : Christo Christov, Emil Kaluchev et Kosta Strandjev
- Musique : Kiril Tsibulka
- Photographie : Atanas Tasev
- Société de production : Boyana Film
- Pays :  Bulgarie
- Genre : Drame
- Durée : 108 minutes
- Dates de sortie : 
  -  Bulgarie : 17 novembre 1980

## Distribution
- Grigor Vachkov : Dedleto
- Lilyana Kovacheva : Milena
- Veselin Vulkov : Shteryo
- Stefan Dimitrov : Doktorat
- Djoko Rosic : Chitanugata
- Zhivka Peneva
- Emil Markov
- Yordan Spirov
- Nikolay Nachkov
- Hristo Krachmarov
- Iwan Tomow
- Minka Syulemezova

## Distinctions
Le film a été présenté en sélection officielle en compétition lors de Berlinale 1981,.